# محمد بلح
محمد بلح (انگلیسی: Mohammed Balah؛ زادهٔ ۴ سپتامبر ۱۹۹۳) بازیکن فوتبال اهل فلسطین است.
وی همچنین در تیم ملی فوتبال فلسطین بازی کرده است.